# بي أن سي أرينا
بي أن سي أرينا (بالإنجليزية: PNC Arena)‏ هي ساحة داخلية تقع في رالي بولاية كارولاينا الشمالية. تتسع الساحة لـ18،680 لهوكي الجليد و19،500 لكرة السلة، بما في ذلك 61 جناحًا و 13 صندوقًا فاخرًا و2،000 مقعدًا للنادي. يحتوي المبنى على ثلاثة أبهاء ومطعم يتسع لـ300 مقعد.